# 日拉瓦鄉
44°20′N 26°5′E / 44.333°N 26.083°E
日拉瓦鄉（羅馬尼亞語：Jilava, Ilfov），是羅馬尼亞的鄉份，位於該國南部，由伊爾福夫縣負責管轄，面積29平方公里，海拔高度71米，2007年人口8,970，人口密度每平方公里313人。